# Raoul de Mathan
Raoul Hüe de Mathan, né le 11 mars 1874 à Albi et mort le 30 octobre 1938 à  Saint-Lô(Basse-Normandie), est un artiste et peintre français, associé aux Fauves. Il s’installe à Paris à 20 ans où il suit les cours de l'Académie des Beaux-Arts. Il se lie alors d’amitié avec de nombreux artistes modernes qui fréquentent la butte de Montmartre : Lehmann, Rouault, Desvallières, Marquet, Matisse, Dufy ou encore Friesz. C’est aussi là qu’il rencontre les galeristes et marchands d’art qui le repèrent et exposent ses œuvres, principalement Berthe Weill (notamment lors de l’inauguration de la galerie B.Weill en décembre 1901) et Eugène Druet. Après la Première Guerre mondiale, il se retire à la campagne avec son épouse où il continue à peindre jusqu’à sa mort. Aujourd’hui, l'œuvre de Raoul de Mathan est peu connue malgré son riche patrimoine, ce que l’un de ses héritiers, le marchand d’art François de La Taille, s'emploie à changer.

## Biographie
Raoul de Mathan est le quatrième enfant de Marie-Louise Bathilde de la Tour et de René Hüe de Mathan. Né à Albi en 1874, il quitte rapidement cette ville en 1879 pour déménager à Brest avec sa famille dans le but de devenir marin. Mais le jeune Raoul développe une forte myopie qui l’empêche de réaliser cette voie.
Il consacre alors son temps à la peinture, véritable vocation, tout en étant encouragé par le marquis de Chennevières. Ce dernier, persuadé du potentiel du jeune Raoul, convainc ses parents et Raoul de Mathan part pour Paris à 20 ans. Installé à Montmartre, il suit les cours de Gustave Moreau à l’Académie des Beaux-Arts pendant quatre ans. Son trait se développe entre copie des maîtres exposés au Louvre (Holbein, Poussin, Rembrandt) et influence de ses contemporains (Daumier, Toulouse-Lautrec). Il se lie d’amitié avec Lehmann et Rouault qu’il côtoie aux Beaux-Arts. A Montmartre, quartier dynamique et innovant pour l’art, il rencontre aussi Desvallières, Flandrin, Manguin, Marquet, Matisse, Dufy, Friesz, Girieud et Puy.
Raoul de Mathan, jeune diplômé, présente le tableau Tête d’Idiot à la Société Nationale des Beaux Arts en 1897. Il continue d’y montrer son travail jusqu’en 1906. Il est aussi exposé au Salon d’Automne et au Salon des Indépendants plusieurs années. Il acquiert une reconnaissance de la part des critiques de son époque et par ses contemporains. Outre les Salons, le travail de Raoul De Mathan est aussi présenté en galerie d’art. Il est exposé lors de l’ouverture de la galerie B. Weill en 1901 au côté de Bocquet, Durio, Girieud, Launay, Meta Warrick et Maillol. Berthe Weill, galeriste et marchande d’art de talent intéressée par la peinture des “Jeunes”, l’expose régulièrement de 1901 à 1910. Il est également exposé tous les ans de 1908 à 1936 à la Galerie Druet, chez le photographe et galeriste Eugène Druet. Il est présenté une fois à la galerie de Georges Petit. Il fait aussi partie du Cercle de l’Art Moderne au Havre, un club de collectionneurs et d’artistes, les trois années après sa fondation.
Durant la première guerre mondiale, il ne peint pas. Il se marie en 1919 au Havre avec Louise de Vigan. Après le décès de son père la même année, il se retire à la campagne avec son épouse dans la propriété familiale de La Capelle dont il a hérité. Ils ont trois enfants, Antoinette, Louis (qui meurt) et Louise. Raoul de Mathan continue à produire mais se consacre principalement à sa vie familiale. S’il est moins prolifique, il ne cesse aucunement de peindre jusqu’à sa mort en 1938 malgré une cataracte qui se déclare en 1935.

## L'Art de Raoul de Mathan
La formation scientifique est prégnante dans les constructions des œuvres de Raoul de Mathan, qui allient le dessin et la couleur. S’il appartient au mouvement Fauve, il explore la lumière et l’utilisation des pigments d’une manière qui lui est propre. Sa palette est facilement reconnaissable. Daumier, Millet, Van Gogh et plus particulièrement Cézanne sont pour lui des maîtres incontestables. Raoul de Mathan est un peintre moderne, pleinement inscrit dans son temps, ayant bénéficié d’un accueil très favorable de la presse à son époque. Il laisse un important patrimoine théorique et une correspondance précieuse pour les historiens d’art. Il ose aussi contredire les piliers de son époque, comme Matisse, qui bénéficie alors d’un succès considérable.

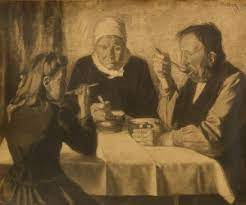
Raoul de Mathan, Le Repas de paysans (Basse Normandie), huile, 1902, dimensions non précisées, localisation inconnue

### La période paysanne (1897-1905)
Le peintre s’intéresse aux paysans et ouvriers agricoles dont il observe le travail lors de ses séjours à la propriété familiale de La Capelle en Basse-Normandie. Les scènes quotidiennes, le théâtre des gestes sont immortalisés par De Mathan. Il est repéré pour Le Violoneux lors du Salon des Indépendants de 1905.

### Cours d’assises (1906-1908)

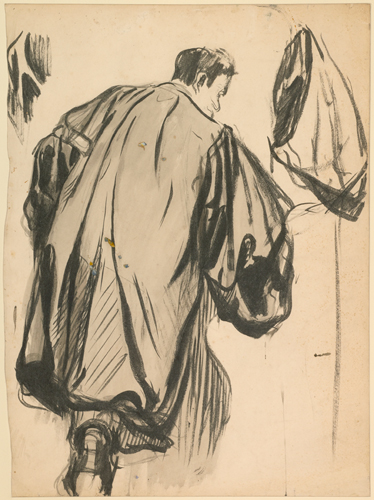
Raoul de Mathan, Avocat en robe de dos (Esquisse), encre de Chine sur papier, vers 1906-1908, dimensions non précisées, collection privée

Raoul de Mathan assiste à des procès au Palais de Justice de Saint-Lô qu’il parvient à transcrire en une série de dessins. Les scènes variées du procès - salle d’audience, juge, avocats - sont immortalisées sur l’instant par le peintre en quelques coups de crayons.

### Le Cirque

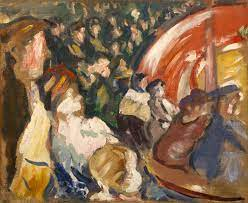
Raoul de Mathan, Le Cirque (Esquisse), huile sur toile, vers 1909, 60 x 73 cm, non signé, collection privée

Comme Degas, Seurat, Rouault et Toulouse Lautrec, Raoul de Mathan traite de scènes de cirque. Raoul de Mathan capture le mouvement de scènes tumultueuses et théâtrales, comme il le faisait avec les scènes paysannes et de cours d’assises. Ses compositions sont son point fort : très construites, il peut retranscrire le dynamisme d’une scène, ce qu’il renforce avec des choix de couleurs vibrantes. Les trognes grotesques sont habitées, on ressent les personnalités en quelques traits esquissés pour représenter les personnages.

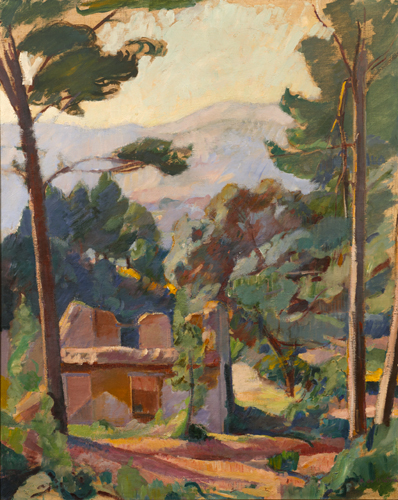
Raoul de Mathan, La Ruine (Provence), huile sur toile, 1912, 92 x 73 cm, signé en bas à droite, collection privée

### Les voyages (1909-1911)
Son voyage en Grèce et en Crète incite Raoul de Mathan à commencer de peindre des paysages. Il continue à son retour en France, notamment lors d’un voyage dans le midi avec son ami Manguin. 
« Quel admirable voyage à travers la Grèce et la Crête. Deux mille ans d’art et d’humanité : la révélation naturelle. Après cela, je ne pouvais plus reprendre mes foules de cirque ou de correctionnelles ou d’assises, et avec des danseurs et un grand nu précubique ».
Raoul de Mathan, manuscrit autobiographique, non daté, archives François de La Taille.

### Seconde période paysanne 1919-1920
Installé à La Capelle avec sa famille, Raoul de Mathan se réintéresse à la vie paysanne et capture les paysages environnants de la campagne normande.

### Scènes d’intérieur
Le peintre s’attelle également à des représentations de la vie quotidienne de sa famille. Il met en scène son entourage : ses filles Antoinette et Louise et ses neveux. De cette période émane une certaine tranquillité et le calme d’un bonheur serein.

### Paysages bretons
L’artiste dépeint les paysages du littoral breton à l'aquarelle.

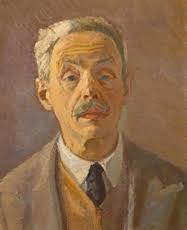
Raoul de Mathan, Autoportrait, huile sur toile, 1938, 46 x 38 cm, collection privée

### Les portraits
S’il en a réalisé tout au long de sa vie, Raoul de Mathan se concentre sur la réalisation de portraits à partir de 1934. Il réalise des autoportraits et des portraits des membres de sa famille. Il meurt devant son chevalet, sa dernière toile inachevée est un autoportrait majeur, symbolisant avec force son talent.

## Reconnaissance posthume
Si Raoul de Mathan était reconnu comme un artiste de talent à son époque, par les critiques, les marchands et ses contemporains, il a ensuite été oublié. C’est un artiste moderne qui mérite d’être reconnu aujourd’hui et son œuvre ne doit pas rester dans l’oubli. Son petit-fils François de La Taille s’occupe du patrimoine du peintre et œuvre au côté de l’historienne de l’art Marianne Le Morvan pour sa reconnaissance. Un catalogue raisonné de l’artiste est en cours de préparation. (voir le site officiel de Raoul de Mathan : http://raouldemathan.com/)